# Internazionali d'Italia 1931 - Singolare femminile
Il singolare femminile del torneo di tennis Internazionali d'Italia 1931, seconda edizione del torneo, ha avuto come vincitrice Lucia Valerio che ha battuto in finale la statunitense Dorothy Andrus per 2-6, 6-2, 6-2.

## Tabellone

### Legenda
| - Q = Qualificato - WC = Wild card - LL = Lucky loser | - ALT = Alternate - SE = Special Exempt - PR = Protected Ranking | - w/o = Walkover - r = Ritirato - d = Squalificato |

### Fase finale
|  | Quarti di finale  | Quarti di finale  | Quarti di finale  | Quarti di finale | Quarti di finale |  |  | Semifinali      | Semifinali      | Semifinali     | Semifinali     | Semifinali |   |   | Finale        | Finale        | Finale | Finale | Finale |  |
|  |                   |                   |                   |                  |                  |  |  |                 |                 |                |                |            |   |   |               |               |        |        |        |  |
|  | Lucia Valerio     | Lucia Valerio     | Lucia Valerio     | 6                | 6                |  |  |                 |                 |                |                |            |   |   |               |               |        |        |        |  |
|  | Mme de Bruyn Kops | Mme de Bruyn Kops | Mme de Bruyn Kops | 0                | 3                |  |  | Lucia Valerio   | Lucia Valerio   | 6              | 4              | 6          |   |   |               |               |        |        |        |  |
|  | Rosie Berthet     | Rosie Berthet     | Rosie Berthet     | 6                | 6                |  |  | Rosie Berthet   | Rosie Berthet   | 3              | 6              | 4          |   |   |               |               |        |        |        |  |
|  | Rosetta Gagliardi | Rosetta Gagliardi | Rosetta Gagliardi | 0                | 3                |  |  |                 |                 |                |                |            |   |   | Lucia Valerio | Lucia Valerio | 2      | 6      | 6      |  |
|  | Dorothy Andrus    | Dorothy Andrus    | Dorothy Andrus    | 6                | 6                |  |  |                 |                 | Dorothy Andrus | Dorothy Andrus | 6          | 2 | 2 |               |               |        |        |        |  |
|  | Leila Claude-Anet | Leila Claude-Anet | Leila Claude-Anet | 2                | 4                |  |  | Dorothy Andrus  | Dorothy Andrus  | 6              | 2              | 6          |   |   |               |               |        |        |        |  |
|  | Giuliana Grioni   | Giuliana Grioni   | Giuliana Grioni   | 6                | 6                |  |  | Giuliana Grioni | Giuliana Grioni | 2              | 6              | 2          |   |   |               |               |        |        |        |  |
|  | Maria Covi        | Maria Covi        | Maria Covi        | 4                | 2                |  |  |                 |                 |                |                |            |   |   |               |               |        |        |        |  |